# Lijst van nummer 1-hits in Oostenrijk in 2010
Deze hits stonden in 2010 op nummer 1 in de Ö3 Austria Top 40, de bekendste hitlijst in Oostenrijk.
| Datum        | Artiest                  | Titel                            |
| ------------ | ------------------------ | -------------------------------- |
| 1 januari    | Geen lijst verschenen    | Geen lijst verschenen            |
| 8 januari    | Lady Gaga                | Bad romance                      |
| 15 januari   | Lady Gaga                | Bad romance                      |
| 22 januari   | Ke$ha                    | Tik tok                          |
| 29 januari   | Ke$ha                    | Tik tok                          |
| 5 februari   | Ke$ha                    | Tik tok                          |
| 12 februari  | Ke$ha                    | Tik tok                          |
| 19 februari  | Ke$ha                    | Tik tok                          |
| 26 februari  | Ke$ha                    | Tik tok                          |
| 5 maart      | Ke$ha                    | Tik tok                          |
| 12 maart     | Ke$ha                    | Tik tok                          |
| 19 maart     | Ke$ha                    | Tik tok                          |
| 26 maart     | Stromae                  | Alors on danse                   |
| 2 april      | Stromae                  | Alors on danse                   |
| 9 april      | Stromae                  | Alors on danse                   |
| 16 april     | Stromae                  | Alors on danse                   |
| 23 april     | Stromae                  | Alors on danse                   |
| 30 april     | Mehrzad Marashi          | Don't believe                    |
| 7 mei        | Mehrzad Marashi          | Don't believe                    |
| 14 mei       | Mehrzad Marashi          | Don't believe                    |
| 21 mei       | Mehrzad Marashi          | Don't believe                    |
| 28 mei       | K'naan                   | Wavin' flag                      |
| 4 juni       | K'naan                   | Wavin' flag                      |
| 11 juni      | K'naan                   | Wavin' flag                      |
| 18 juni      | K'naan                   | Wavin' flag                      |
| 25 juni      | Shakira & Freshlyground  | Waka waka (This time for Africa) |
| 2 juli       | Shakira & Freshly Ground | Waka waka (This time for Africa) |
| 9 juli       | Shakira & Freshly Ground | Waka waka (This time for Africa) |
| 16 juli      | Shakira & Freshly Ground | Waka waka (This time for Africa) |
| 23 juli      | Shakira & Freshly Ground | Waka waka (This time for Africa) |
| 30 juli      | Shakira & Freshly Ground | Waka waka (This time for Africa) |
| 6 augustus   | Yolanda Be Cool & DCUP   | We no speak Americano!           |
| 13 augustus  | Yolanda Be Cool & DCUP   | We no speak Americano!           |
| 20 augustus  | Yolanda Be Cool & DCUP   | We no speak Americano!           |
| 27 augustus  | Yolanda Be Cool & DCUP   | We no speak Americano!           |
| 3 september  | Yolanda Be Cool & DCUP   | We no speak Americano!           |
| 10 september | Yolanda Be Cool & DCUP   | We no speak Americano!           |
| 17 september | Yolanda Be Cool & DCUP   | We no speak Americano!           |
| 24 september | Eminem & Rihanna         | Love the way you lie             |
| 1 oktober    | Eminem & Rihanna         | Love the way you lie             |
| 8 oktober    | Eminem & Rihanna         | Love the way you lie             |
| 15 oktober   | Eminem & Rihanna         | Love the way you lie             |
| 22 oktober   | Eminem & Rihanna         | Love the way you lie             |
| 29 oktober   | Rihanna                  | Only girl (In the world)         |
| 5 november   | Rihanna                  | Only girl (In the world)         |
| 12 november  | Trackshittaz             | Oida taunz!                      |
| 19 november  | Rihanna                  | Only girl (In the world)         |
| 26 november  | Bruno Mars               | Just the way you are             |
| 3 december   | Duck Sauce               | Barbra Streisand                 |
| 10 december  | The Black Eyed Peas      | The time (Dirty bit)             |
| 17 december  | The Black Eyed Peas      | The time (Dirty bit)             |
| 24 december  | The Black Eyed Peas      | The time (Dirty bit)             |